# Bertrand Burgalat
Bertrand Burgalat est un producteur, musicien, compositeur, arrangeur et chanteur français, né le 19 juillet 1963 à Bastia.
Il a travaillé sur près de 200 disques, composé pour Marc Lavoine, arrangé Supergrass et remixé Depeche Mode. Au cinéma, il a signé les musiques de films de Valérie Lemercier et d'Eva Ionesco. Interprète, il a publié une dizaine d’albums sous son nom.

## Biographie

### Famille et enfance
Né en 1963, Bertrand Burgalat est le fils d'un haut fonctionnaire — son père, Yves-Bertrand Burgalat, originaire des Pyrénées, exerce, au moment de sa naissance, la fonction de sous-préfet en Haute-Corse. Sa mère, Jacqueline Drozin est d'une famille de musiciens, chanteurs surtout. Arrivé d’Espagne, son arrière-grand-père maternel, Paul Arjo[réf. souhaitée], a créé à Agen « le plus vieux quotidien local français encore en activité », Le Petit Bleu.
Yves-Bertrand Burgalat est nommé ensuite préfet du Haut-Rhin ; Bertrand y demeure jusqu’à ses 12-13 ans, avant que sa famille ne déménage à Bobigny, où son père devient préfet de Seine-Saint-Denis. En 1977, Yves-Bertrand Burgalat est muté dans le département de la Corse-du-Sud. À 15 ans, ses parents l’envoient faire des études en Angleterre, au lycée français de Londres. Il rentre en France lorsque son père est nommé préfet de la région Bourgogne, en 1979. Durant sa scolarité à l'école annexe de Colmar, il découvre le rock et décide de faire carrière dans la musique. Son premier choc musical vient lors d'un concert de Pink Floyd à Colmar en 1974.

### Politique
Bertrand Burgalat s’intéresse très jeune à la politique ; selon lui, cette inclination débute vers l’âge de 10 ans, au moment de la présidentielle de 1974. Le fait qu’il ait vécu avec un père préfet et qu’il ait baigné dans cette atmosphère particulière l’aurait poussé à s’intéresser à ce sujet. Enfant, il rencontre de nombreuses personnalités du monde politique. À ce moment, alors qu’il grandit dans le Haut-Rhin, près de la centrale de Fessenheim en construction, il s’intéresse à l’écologie. Très jeune, il défend les droits de l’homme. Lorsqu’il arrive à Bobigny, il est confronté au milieu communiste, mais il explique qu’il a des difficultés à y adhérer.
Lorsque son père est nommé à Dijon, même si Bertrand Burgalat s’installe à Paris, il y revient le week-end. C’est à ce moment qu'à Dijon, il fréquente de jeunes fascistes. Néanmoins, il confie au magazine Charles qu’il n’est pas au courant de leurs idées politiques et qu’à l’époque, il lit Jean-François Kahn et Les Nouvelles littéraires, plutôt à gauche. Progressivement, il adhère aux idées d'extrême droite et lit des journaux comme Éléments, Aspects de la France, Totalité. Là encore, il sent que ça ne lui correspond pas totalement, il admet avoir des « aspirations contradictoires » à « concilier ». Finalement, il côtoie les solidaristes du cercle Louis-Rossel. Il explique qu’il a eu besoin d’aller vers ces mouvances, même sans y adhérer, afin de « défier » son père.
Durant sa jeunesse, il milite donc à l'ultra-droite, dans la mouvance nationaliste révolutionnaire,. Selon le journaliste René Monzat, Bertrand Burgalat a été membre, dans les années 1980, du mouvement d'extrême droite Troisième Voie, dirigé par Jean-Gilles Malliarakis. Dans la même période, il écrit dans Le Choc du mois sous le pseudonyme de « Bertrand Burg ».
En 1999, Bertrand Burgalat déclare dans une interview accordée aux Inrockuptibles : « J'ai fait des conneries. (...) [Vers 18 ans], tu peux faire vraiment des grosses conneries, des trucs dangereux, violents. Y compris sur des histoires politiques... Je ne m'en vante pas : non pas sur le plan moral, mais parce que je n'ai absolument aucune nostalgie pour cette période de ma vie ». Il voyage en Yougoslavie avec le groupe Laibach. Ce dernier accompagne en musique les événements du journal des jeunesses communistes Mladina.
Lorsqu’il rentre en France, Bertrand Burgalat soutient des idées comme « l’économie dirigée, le volontarisme d’État et le colbertisme ». Au début des années 1990, il remet en cause les idées d’extrême droite qui l’avaient attiré pendant un temps. De retour de Yougoslavie, il rédige les discours de Xavier Dugoin, président du conseil général de l’Essonne. Il reprend la musique, en parallèle, avec le groupe Laibach, il est remercié par le conseil général de l’Essonne car il ne s’y rend presque plus. Il travaille quelque temps pour Michel Pelchat, député de l’Essonne. Après cette expérience en politique, sa réflexion sur le milieu s’est étoffée et il part du principe que « la décentralisation doit être accompagnée de contre-pouvoirs forts ». La leçon qu’il tire de ces années en politique est la suivante : « Ce qui m’a également sidéré, c’est l’incroyable médiocrité de la plupart des cadres et des dirigeants de droite que j’ai croisés (…). Là, le seul moteur, c’était l’ambition. Aucune vision, aucune pensée. ». Désormais, il affirme voter « toujours PS aux élections locales » car c’est « parce qu’un de [ses] meilleurs amis, Jean-François Legaret, est maire UMP du Ier arrondissement. Je suis électeur dans le XVIIe où, depuis (Françoise) de Panafieu, il y a une longue tradition d’andouilles de droite. Alors, je vote socialiste, pour que le score de Legaret paraisse comparativement élevé ». Il dit aussi aimer « la gauche gentille », ayant une « tendance à être libéral » et affirme avoir « beaucoup de mal avec le marketing de droite (…) et de gauche ».

### Carrière musicale
Peu satisfait de ses débuts, et confronté dans les années 1980 à un  « vide existentiel », Bertrand Burgalat se rend en 1987 en Slovénie et y rencontre le groupe Laibach dont il devient l'arrangeur et le producteur. Revenu en France au début des années 1990, il travaille sur divers projets comme la bande originale du film Les Nuits fauves.

#### Tricatel
En 1995, il fonde son label, Tricatel, du nom de l'industriel fictif Jacques Tricatel, PDG d'une chaîne de restauration de nourriture industrielle dans le film de Claude Zidi, L'Aile ou la Cuisse — un label consacré aux artistes inclassables et aux projets hors normes. Burgalat s’est inspiré de la musique classique du XXe siècle, de la musique progressive, de la soul, de la pop électronique et de la variété internationale, accueillant des collaborations avec l’écrivain Michel Houellebecq et la comédienne Valérie Lemercier, Jef Barbara, Chassol, Jonathan Coe, Ingrid Caven, April March, The High Llamas. Tricatel a étendu ses activités en produisant les films musicaux de Chassol, ou Le Ben & Bertie Show, fiction musicale réalisée par Benoît Forgeard. Les productions Tricatel demeurent confidentielles jusqu'en 2007, avec le succès de Christophe Willem dont il a écrit, arrangé et produit le single Élu produit de l’année.

#### Réalisation
Alain Chamfort, Pizzicato Five, Adamo, Dominique Dalcan, Jad Wio, Einstürzende Neubauten, Ollano, Laibach (notamment l'album Let it Be et les reprises de Sympathy for the Devil, Live Is Life et One Vision), Katerine, Valérie Lemercier, Mick Harvey, April March, Supergrass, Michel Houellebecq (Présence humaine), Christophe Willem, Alizée, Les Shades, Depeche Mode. Il participe au projet Gruesome Twosome (avec Samy Birnbach, ex-leader de Minimal Compact), A.S. Dragon, Valérie Lemercier chante de Valérie Lemercier, en 1996 ;

#### Soirées Tricatel
Dans le bowling de l'avenue Foch, à Paris, puis dans le nouveau lieu artistique de Saint-Ouen, Mains d'œuvres ;

#### Remixes
Easy Tiger de Depeche Mode, Soul II Soul, Sexy Boy de Air, Jef Barbara, Showgirls, La Classe[évasif] ;

### SNEP (Syndicat national de l'édition phonographique)
En décembre 2014, il est élu vice-président du Syndicat national de l’édition phonographique (SNEP), et reconduit jusqu'en juin 2020.
En septembre 2020, il est élu à l’unanimité président du SNEP pour un mandat de deux ans lors de l’AG du syndicat. Il est réélu président en juin 2022. En juin 2024, Bertrand Burgalat est réélu à la présidence du syndicat pour un nouveau mandat de deux ans.

### Fédération internationale de l'industrie phonographique
Depuis mai 2021, il siège au Conseil de la Fédération internationale de l'industrie phonographique, organisme syndical international fondé en 1933, chargé de faire respecter dans le monde entier les droits d'auteur de l'industrie du disque phonographique.

### Édition
Depuis 2015, il co-dirige avec Bertrand Dermoncourt une collection sur le rock pour les éditions Actes Sud (Actes Sud Rocks).
En 2018, il supervise la conception du livre Tricatel Universalis, ouvrage rétrospectif retraçant son parcours de musicien ainsi que les 22 années d'activités du label.

### Télévision
En 2012, Bertrand Burgalat crée et anime l'émission de fiction musicale Le Ben et Bertie Show, en compagnie du réalisateur et acteur Benoît Forgeard. Les quatre premières émissions L'Année bisexuelle (janvier 2013), Ceux de Port-Alpha (juin 2013), L'Homme à la chemise de cuir (décembre 2013) et L'Incruste (mai 2014) sont diffusées sur les chaînes Paris Première et W9.

### Radio
Entre décembre 2013 et avril 2014, il anime l'émission musicale Face B sur France Inter.
En février 2018, il participe à l'émission À voix nue sur France Culture, pour une série de 5 épisodes.

### Presse écrite
Depuis avril 2018, Il tient la chronique de dernière page de Rock & Folk.
Tous les mois depuis mars 2019, il mène des entretiens avec des personnalités politiques pour le magazine Technikart.

### Vie privée
Bertrand Burgalat a été durant plusieurs années le compagnon de Valérie Lemercier. Ils se sont séparés en 1997 mais sont restés des amis proches. Il est marié à Vanessa Seward, créatrice de mode, ancienne styliste chez Azzaro.

### Diabète
En août 2011, il rédige une tribune de sensibilisation au diabète, publiée dans le journal Libération.
À travers un essai, Diabétiquement vôtre, publié en octobre 2015, il évoque pour la première fois le diabète de type 1 qui l’affecte depuis l’âge de 11 ans. Il y explique notamment que cette pathologie l'a amené à être davantage un musicien de studio que de scène. L'année suivante, en 2016, il fonde et préside l'association Diabète et Méchant.
Le 13 novembre 2017, à l'occasion de la Journée mondiale du diabète, il publie une tribune dans le journal Le Figaro, dénonçant le manque de concurrence dans la fabrication et la commercialisation de l'insuline, contribuant à son prix élevé et la rendant « inaccessible à la majorité des diabétiques dans le monde ».

## Distinctions

### Décorations
- Officier de l'ordre des Arts et des Lettres (janvier 2014)[30] ; chevalier (avril 2009)[31]

### Récompenses
- 2012 : Prix de la meilleure musique de film au festival de La Ciotat pour My Little Princess[32]
- 2013 : Élu compositeur de l'année, prix de la création musicale de la Chambre syndicale des éditeurs de musique
- Novembre 2016 : Prix Philips 2016 du livre Santé & Bien-être pour son essai Diabétiquement vôtre[33]
- 26 juin 2021 : Ibis d’or de la meilleure musique de film de l’année, pour Les Apparences, de Marc Fitoussi, au 7e Festival de cinéma et de musique de film de La Baule[34]

## Discographie solo

### Albums
- 1999 : The Genius of Bertrand Burgalat (compilation hommage publiée par le label allemand Bungalow)
- 2000 : The Sssound of Mmmusic (10 instrumentaux et 5 titres chantés)
- 2001 : Bertrand Burgalat meets A.S. Dragon (live)
- 2005 : Portrait-robot
- 2007 : Chéri B.B. (avec un titre chanté par Robert Wyatt)
- 2007 : Inédits (réédité en 2011 en mp3 avec plusieurs titres non parus dans l'édition 2007)
- 2012 : Toutes Directions
- 2014 : La Nuit est Là (live)
- 2017 : Les choses qu'on ne peut dire à personne
- 2017 : Variations sur Les choses qu'on ne peut dire à personne (album de remixes)
- 2021 : Rêve capital

### EP et singles
- 2000 : Prototypes
- 2000 : Ok Bertrand
- 2000 : (come potrei) Scordare
- 2000 : Tsom
- 2000 : Gris Métal
- 2001 : Richer E.P.
- 2001 : Sunshine Yellow
- 2002 : Bertrand meets Bertrand
- 2007 : This Summer Night (en duo avec Robert Wyatt)
- 2008 : Nous étions heureux
- 2010 : RosEros (en duo avec April March)
- 2012 : Double peine
- 2025 : ALORS TANT PIS (en duo avec Hélène in Paris)

### Musique de film

#### Cinéma
- 1992 : Les Nuits fauves de Cyril Collard
- 1997 : Quadrille de Valérie Lemercier
- 2005 : Palais Royal ! de Valérie Lemercier
- 2010 : Belleville Tokyo d'Élise Girard
- 2011 : Compilation des 3 précédentes sur 1 seul CD
- 2011 : My Little Princess d'Eva Ionesco
- 2012 : Miroir mon Amour, un film de Siegrid Alnoy (Mater Admirabilis, chanté par Fanny Ardant)
- 2013 : Quai D'Orsay de Bertrand Tavernier (Dynamite !)
- 2016 : Gaz de France, de Benoît Forgeard
- 2016 : Tout de suite maintenant, de Pascal Bonitzer
- 2017 : Drôles d'oiseaux, d'Élise Girard
- 2019 : Yves, de Benoit Forgeard
- 2020 : Les Apparences, de Marc Fitoussi
- 2023 : Comme par magie, de Christophe Barratier

#### Série
- 2024 : Ça, c'est Paris !, de Marc Fitoussi

#### Documentaire
- 2009 : La traversée du désir, réalisé par Arielle Dombasle[35]
- 2020 : De Gaulle bâtisseur, réalisé par Camille Juza

#### Court métrage
- 2005 : Roger Diamantis ou la vraie vie, réalisé par Elise Girard[36]
- 2010 : Manu

#### Télévision
- 1994 : La nuit des héros, réalisé par Philippe Parreno

## Participations
- 1993 : album Candy for Strangers de The Gruesome Twosome, alias Samy Birnbach (Minimal Compact) et Bertrand Burgalat
- 1995 : Arrangeur et musicien sur l'album Intoxicated Man de Mick Harvey, disque de reprises en anglais de Serge Gainsbourg
- 1997 : Arrangeur et musicien sur l'album Pink Elephants de Mick Harvey, disque de reprises en anglais de Serge Gainsbourg
- 1999 : reprend Holidays de Michel Polnareff sur le double album collectif Hommage à/to Polnareff (réédité raccourci en 1 CD en 2007)
- 2005 : chante sur le titre L'Ennemi dans la glace avec Alain Chamfort, sur son album live Impromptu dans les jardins du Luxembourg
- 2016 : Arrangeur et musicien sur l'album Delirium tremens de Mick Harvey, disque de reprises en anglais de Serge Gainsbourg

## Publications

### Essais
- 2015 : Diabétiquement vôtre, Éditions Calmann-Levy
- 2018 : avec Jean-Emmanuel Deluxe, préface de Philippe Manœuvre, Tricatel Universalis, Huginn & Muninn, 240 p.

### Préfaces
- 2008 : Bubblegum & Sunshine Pop, de Jean-Emmanuel Deluxe, éd. Autour du Livre[37]
- 2009 : Françoise Hardy, Tant de belles choses, de Pierre Mikaïloff, éd. Alphée[38]
- 2015 : Notes de pochettes, Tricatel en portraits, éd. Tricatel
- 2019 : Profession Rock Critic, de Albert Potiron, éd. Gonzaï
- 2020 : L’esthétique contre-cool, de Pierre Robin, éd. Rue Fromentin
- 2021 : Alone, Mémoires de Mickey Baker, éd. Seguier
- 2021 : David Bowie - L'enchanteur, de Toija Cinque, Sean Redmond et Christopher Moore, éd. Gm

### Contributions
- 2007 : Chroniques de luxe, de Sébastien Bataille, éd. Le bord de l’eau[39]
- 2015 : Les Grands Entretiens d’Art Press : Marc Desgrandchamps, éd. Art Press[40]
- 2016 : Nouvelles Nouvelles d’Azerbaïdjan, éd. Intervalles[41]